# Frida Stranne
Frida Stranne, född 26 juli 1971, från Halmstad, är en svensk samhällsforskare. Hon är docent i Freds- och utvecklingsforskning och lektor i statsvetenskap vid Högskolan i Halmstad.

## Biografi
Stranne har tidigare varit affilierad forskare vid Svenska institutet för Nordamerikastudier (SINAS) vid Uppsala universitet. Hennes forskning rör i första hand amerikansk utrikes- och säkerhetspolitik, olika demokratihot i det amerikanska samhället och tankesmedjors inflytande över amerikansk politik. Hon medverkar ofta i svenska medier som USA-expert och anlitas regelbundet som föredragshållare och paneldeltagare i frågor som rör USA.
Stranne har författat flera böcker och hennes senaste Illusionen om den amerikanska freden (Ordfront) skapade stor debatt när den gavs ut våren 2023. I boken pekar hon tillsammans med Trita Parsi (Quincy Institute, Washington DC) bland annat ut USA:s utrikespolitiska strategier de senaste 30 åren som en faktor som måste inbegripas i förståelsen av kriget i Ukraina. Författarna understryker även att det är av största vikt för svensk säkerhet att Sverige inte gör sig alltför beroende av USA. Istället förordar författarna att Sverige agerar mer självständigt och använder sin roll som ny Natomedlem till att verka för avspänning mellan USA och Kina.  
År 2011 disputerade Stranne med sin avhandling George W. Bush - en (r)evolution i amerikansk utrikespolitik?, Göteborgs Universitet.
Stranne var under 2012 års presidentval Svenska Dagbladets USA-expert och har därefter medverkat regelbundet i flera medier för att kommentera amerikansk politik. Under åren 2016–2021 var hon krönikör i Expressen. Under presidentvalåret 2020 var hon även expert i TV4.
Åren 2013–2014 var hon gästforskare vid American University i Washington DC och sedan 2015 är hon knuten till Svenska institutet för Nordamerikastudier (SINAS) vid Uppsala universitet.
Åren 2019–2022 drev Stranne podcasten Amerikaanalys tillsammans med forskarkollegorna Dag Blanck och Erik Åsard samt Washingtonbaserade journalisten Karin Henriksson. 
År 2020 gav Stranne, tillsammans med journalisten Sanna Torén Björling, ut boken Supermakten – vad varje svensk bör veta om USA.
År 2021 initierade Stranne uppropet #nuräckerdet med kravet på regeringen att tillsätta en kriskommission som ser över kostnader för, och orsakerna till, ojämställdheten som fortsatt råder i Sverige 2021. Uppropet samlade in över 20 000 namnunderskrifter och stöttades av åtta av Sveriges största kvinnoorganisationer. Uppropet presenterades i Riksdagen i november 2021 i ett seminarium.
År 2023 kom boken Illusionen om den amerikanska freden som hon skrivit med Washingtonbaserade Trita Parsi. 
År 2024 startade hon podcasten USA & Co med Taimaz Ghaffari.